# Kim Eunhye (1956)
Kim Eunhye (김은혜; 1956) is een Zuid-Koreaanse componiste en muziekpedagoge.

## Levensloop
Kim studeerde muziektheorie, musicologie, piano en compositie aan de Nationale Universiteit Seoel (SNU) in Seoel. Vervolgens studeerde zij compositie, muziekanalyse en musicologie in Frankrijk aan de Universiteit van Lyon en aan de Université de Paris-Sorbonne. Vanaf 1977 is zij als docente verbonden aan de School of Music van de Universiteit van Suwon in Hwaseong. Daarnaast werkt zij als componiste en ontving al een hele reeks van prijzen. Haar werken worden uitgevoerd in binnen- en buitenland zoals Japan, Singapore, Verenigde Staten en Europa.

## Composities

### Werken voor harmonieorkest
- 2001: - Bird, Bird, Blue Bird - Theme & Variation, voor harmonieorkest
- - La Marche des Animaux, voor harmonieorkest 
  1. Marche du loup
  2. Marche du boeuf
  3. Marche du cheval

### Muziektheater

#### Opera's
| Voltooid in | titel     | aktes | première | libretto |
| ----------- | --------- | ----- | -------- | -------- |
|             | Ghost zoo |       |          |          |

### Vocale muziek

#### Werken voor koor
- 1997: - Ow-junggwang Jigok, voor gemengd koor a capella

#### Liederen
- 1983: - Five Senses of Eros I, voor sopraan, klarinet, cello en piano
- 1993: - Still Life, voor sopraan en piano
- 1998: - Horse and Lady, voor sopraan en piano
- 2000: - Five Senses of Eros II, voor sopraan en piano
- - Dong Jid Dahl Ghee Nah Gheen Bam (Long Night of the Winter Solstice), voor sopraan, dwarsfluit en piano
- - Song-In (Sending the Beloved), voor sopraan, dwarsfluit en piano

### Kamermuziek
- 1978: - Props, voor klarinet en piano
- 1989: - Koperkwintet
- 1997: - Fugue, voor blaaskwintet
- 2000: - Prelude, voor blaaskwintet
- 2002: - Arari I, voor ban en cello
- 2003: - Arari II, voor ban en strijkkwartet
- 2003: - Suite, voor vier dwarsfluiten
- 2003: - Beautiful Singing, voor strijkkwartet
- - Arari III, voor blaaskwintet

### Werken voor piano
- 1984: - Three Short Stories
- - Suite "Les douze signes de zodiac"
- - Arari XII (Arirang variaties)[3]